# Cratere Yenlik
Yenlik  è un cratere sulla superficie di Venere.